# قنوات أمستردام
أمستردام عاصمة هولندا، بها أكثر من مائة كيلمتر من القنوات، وحوالي 90 جزيرة و1.500 جسر. والقنوات الثلاث الرئيسية: قنوات أمستردام، قنوات أمستردام، وقنوات أمستردام، تم حفرها في القرن السابع عشر أثناء العصر الذهبي الهولندي، من أحزمة متحدة المركز حول المدينة، تعرف بحزام القنوات. وعلى طول القنوات الرئيسية هناك حوالي 1550 نصب تذكاري.

## معرض الصور

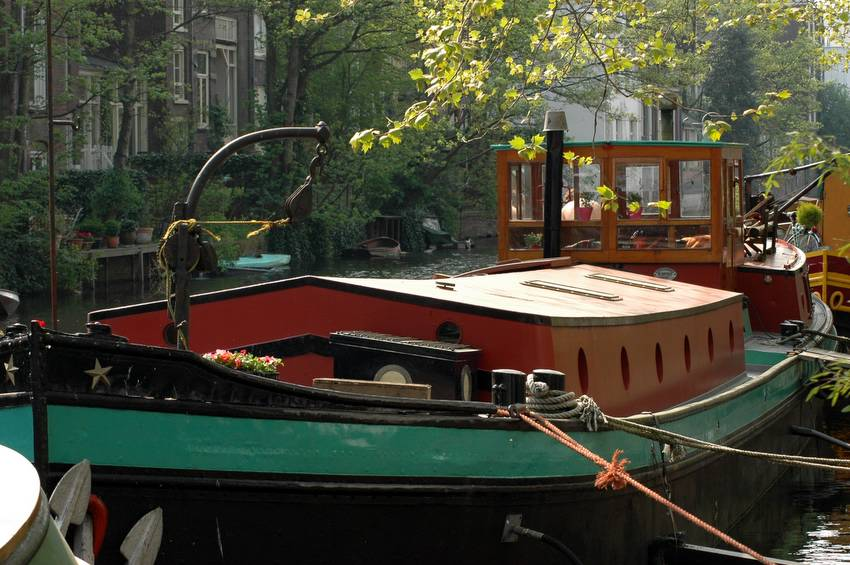
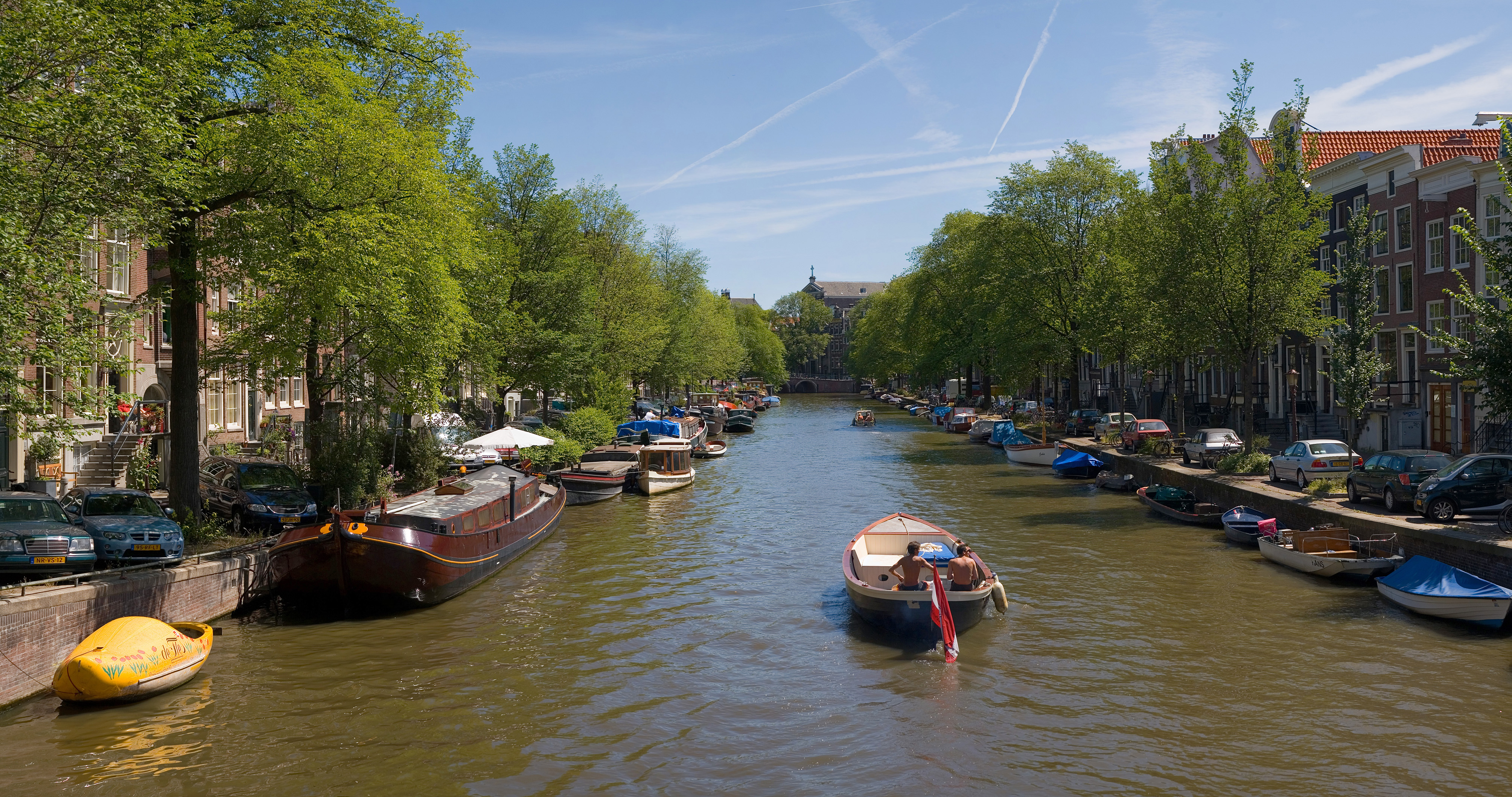
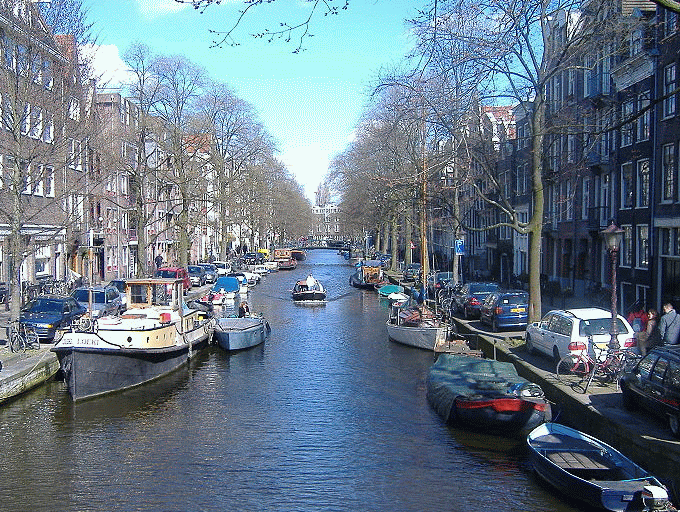
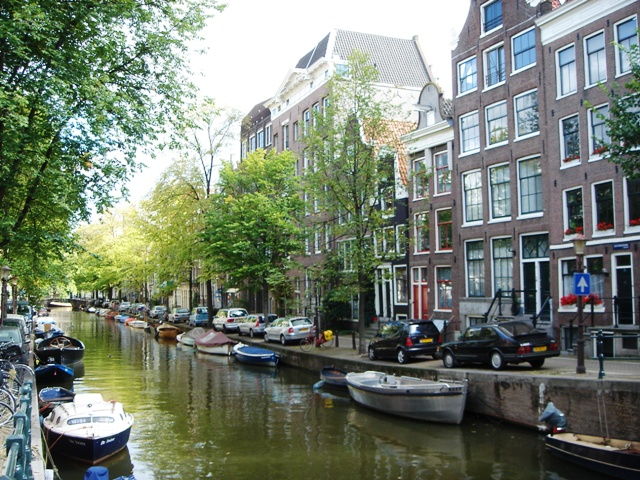
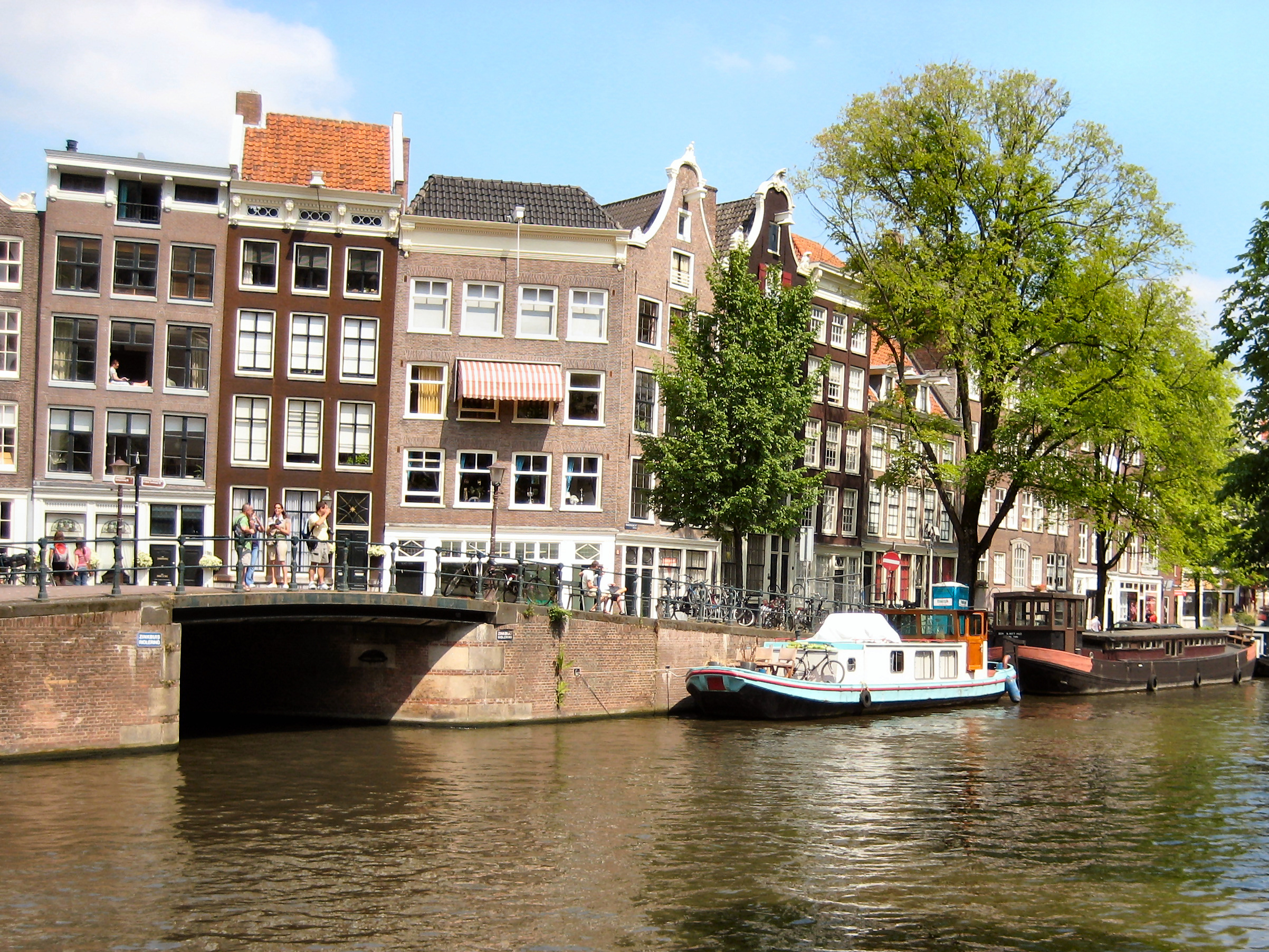
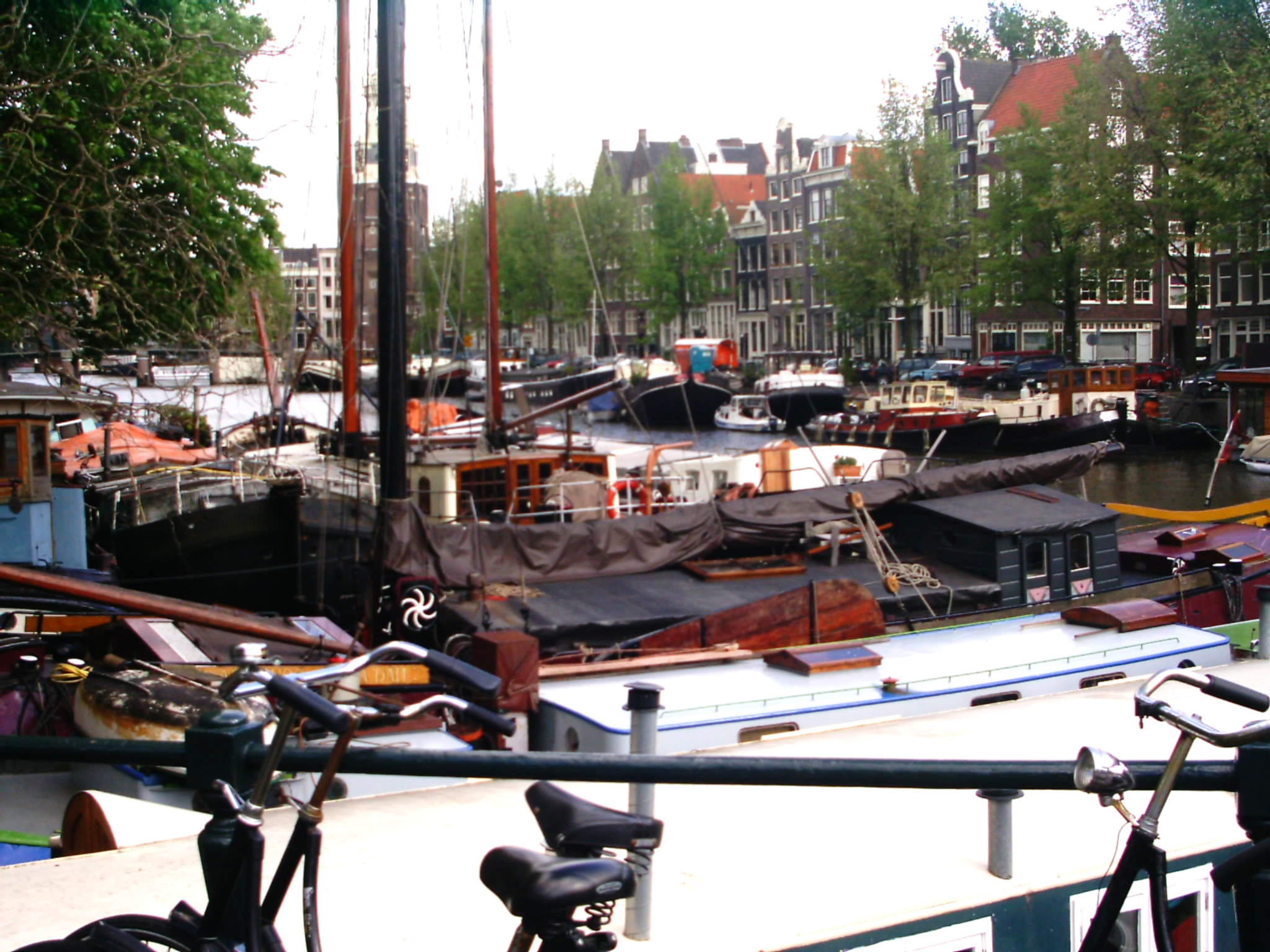
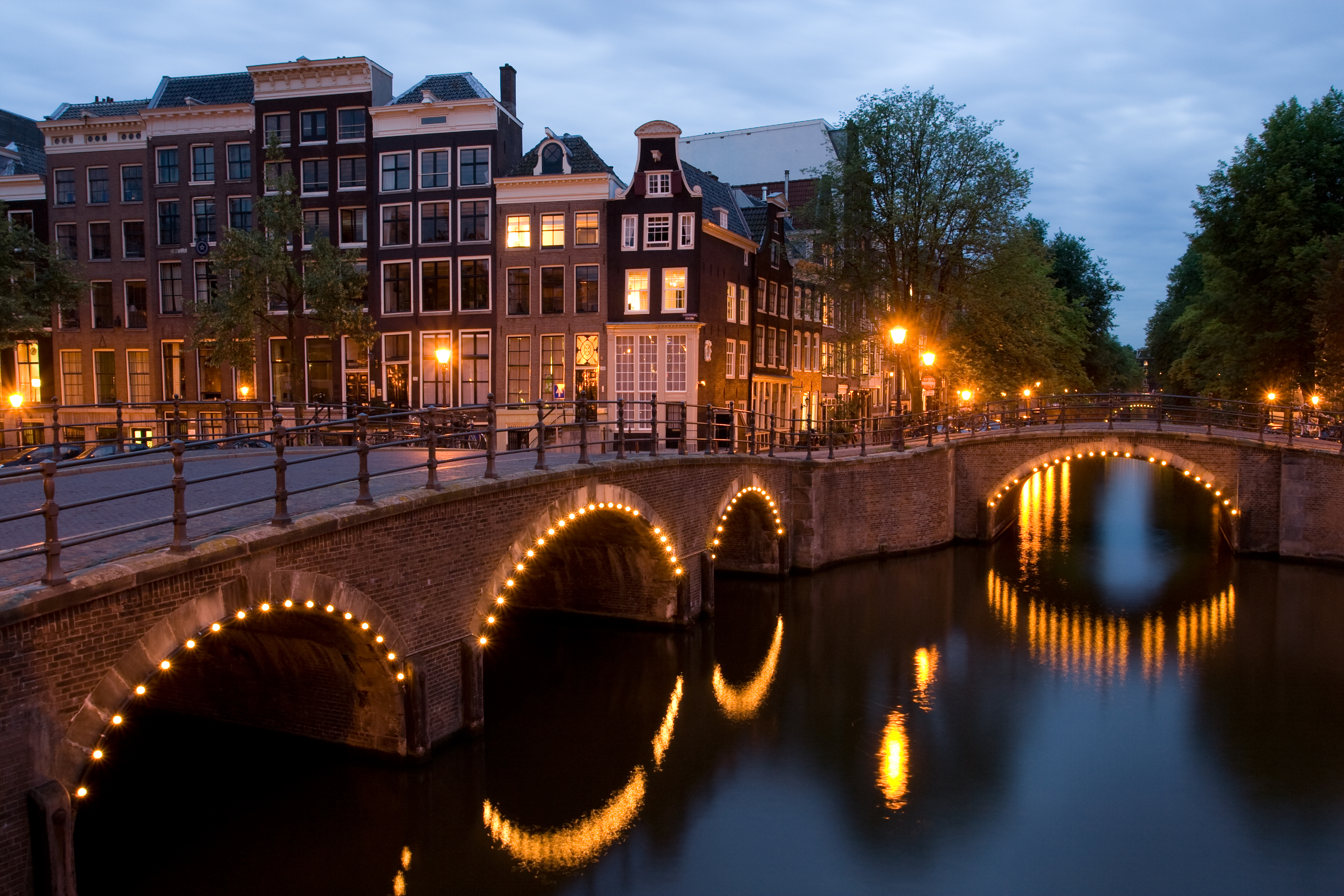
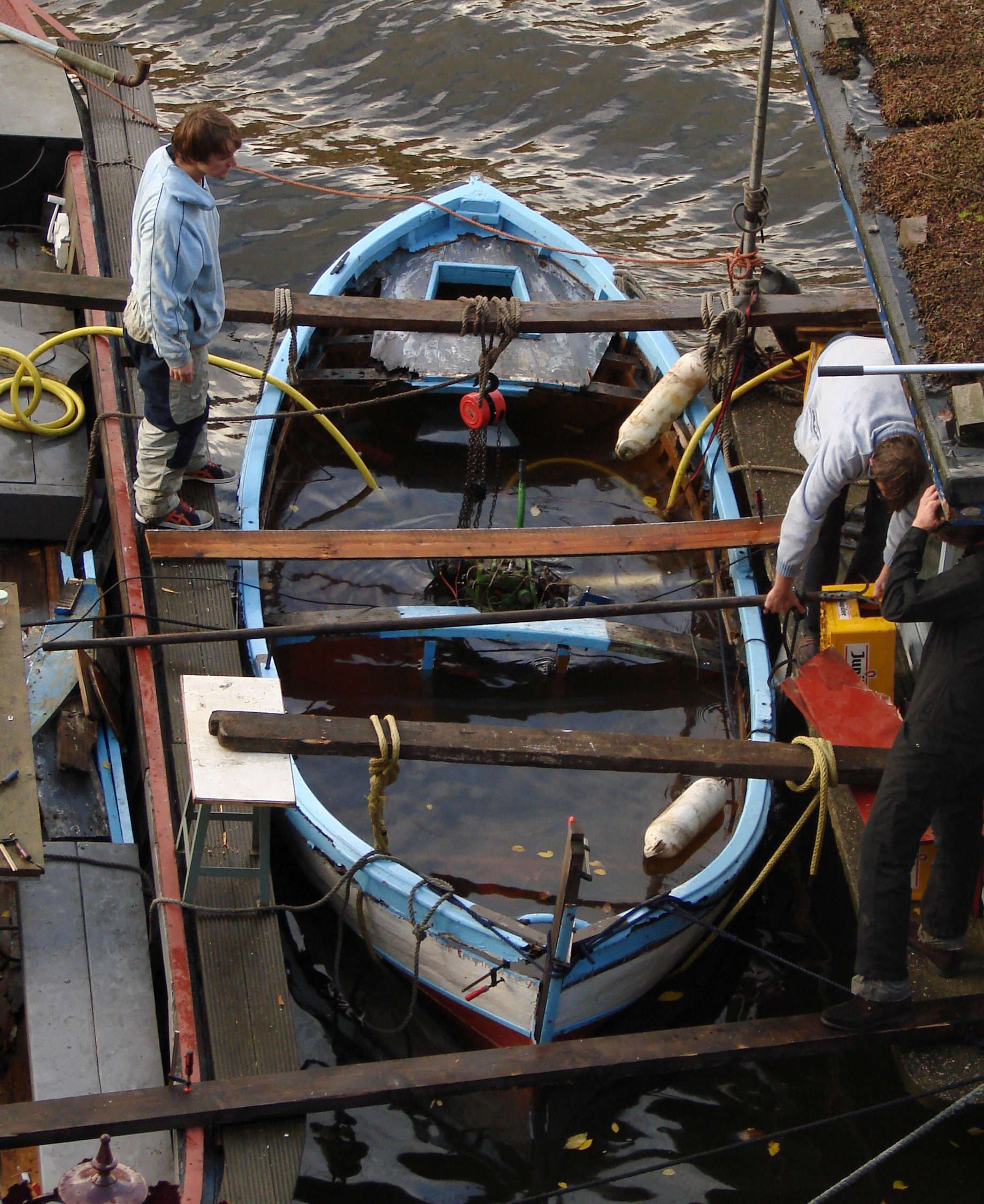
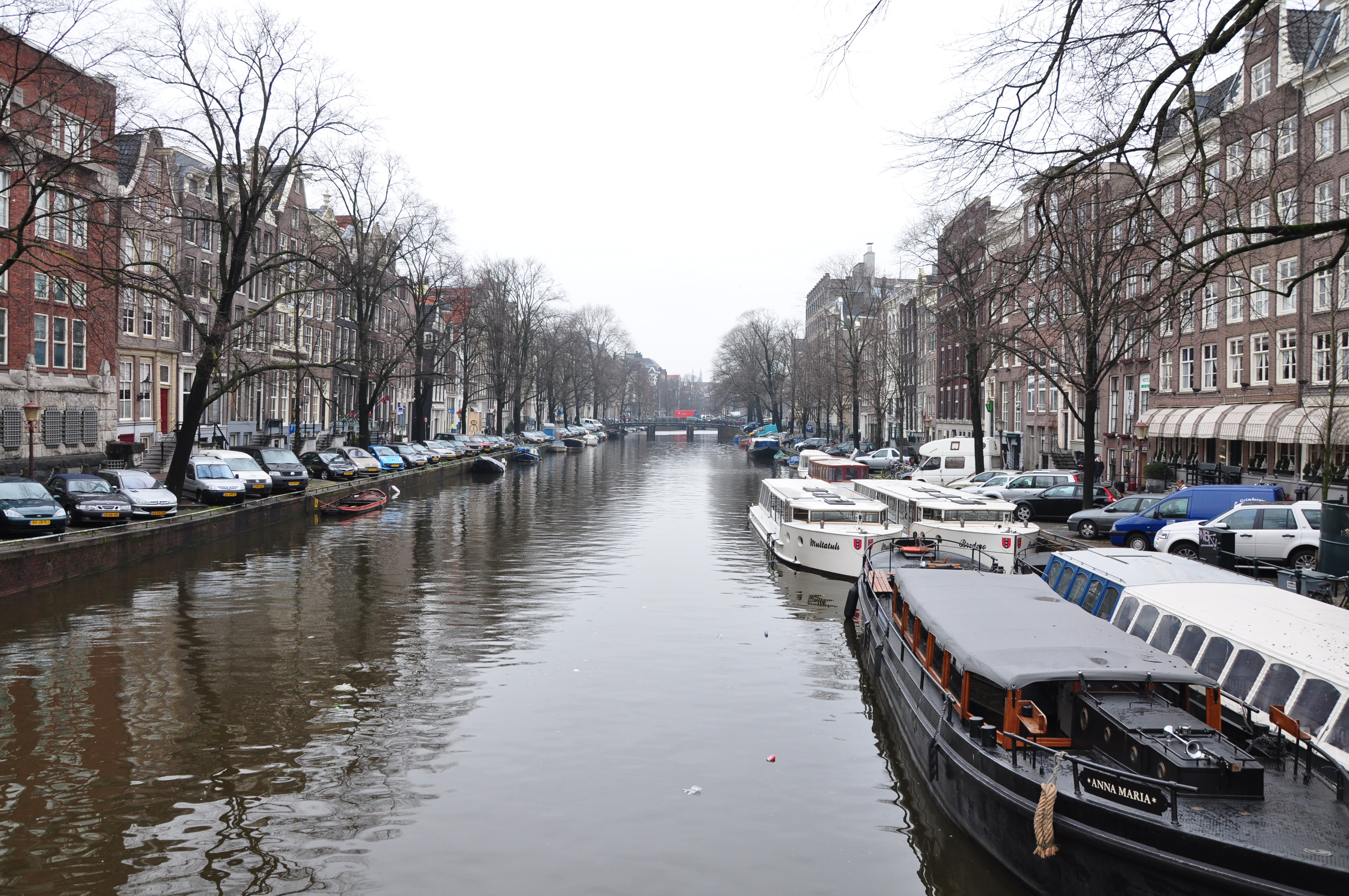
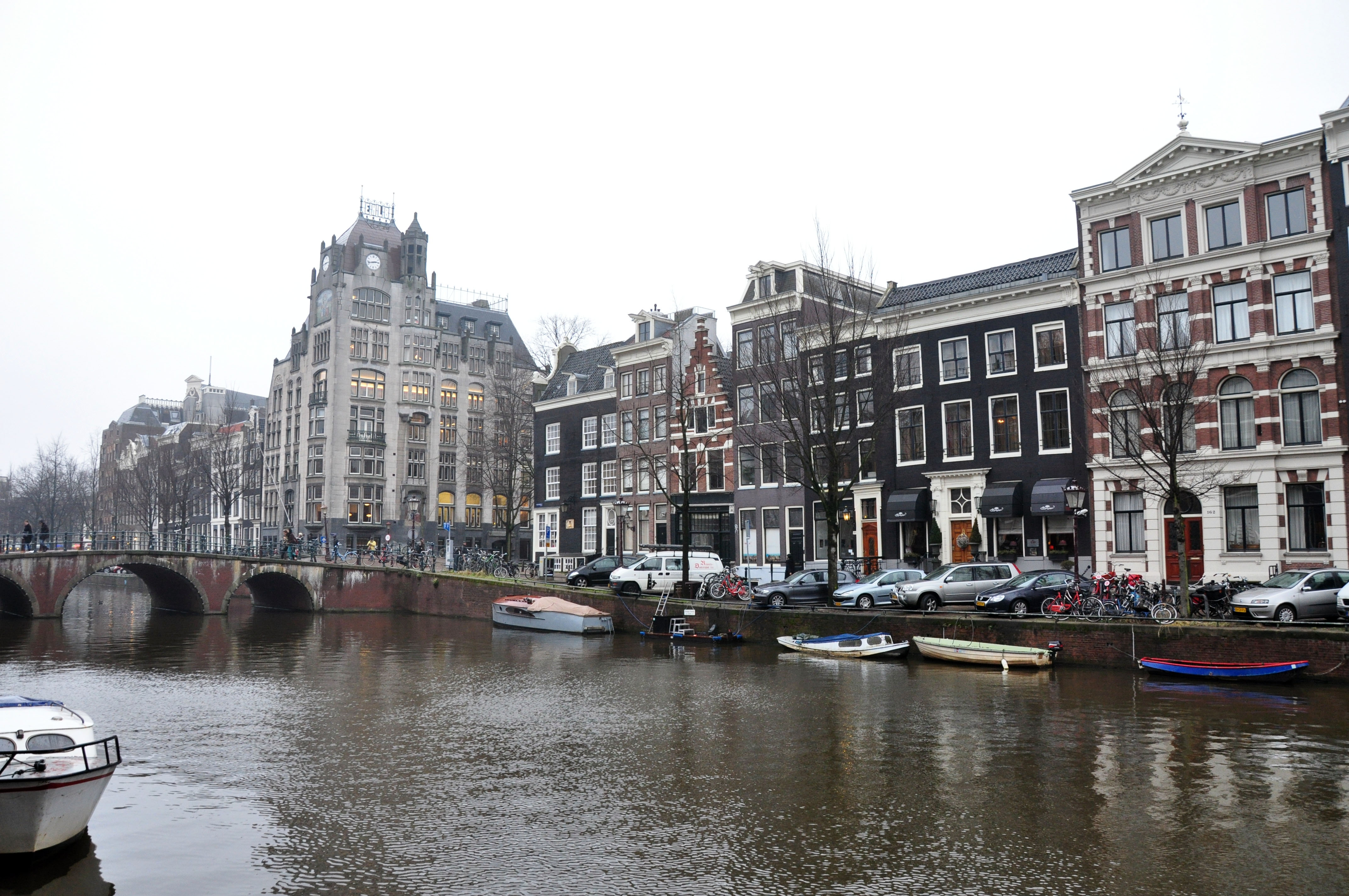
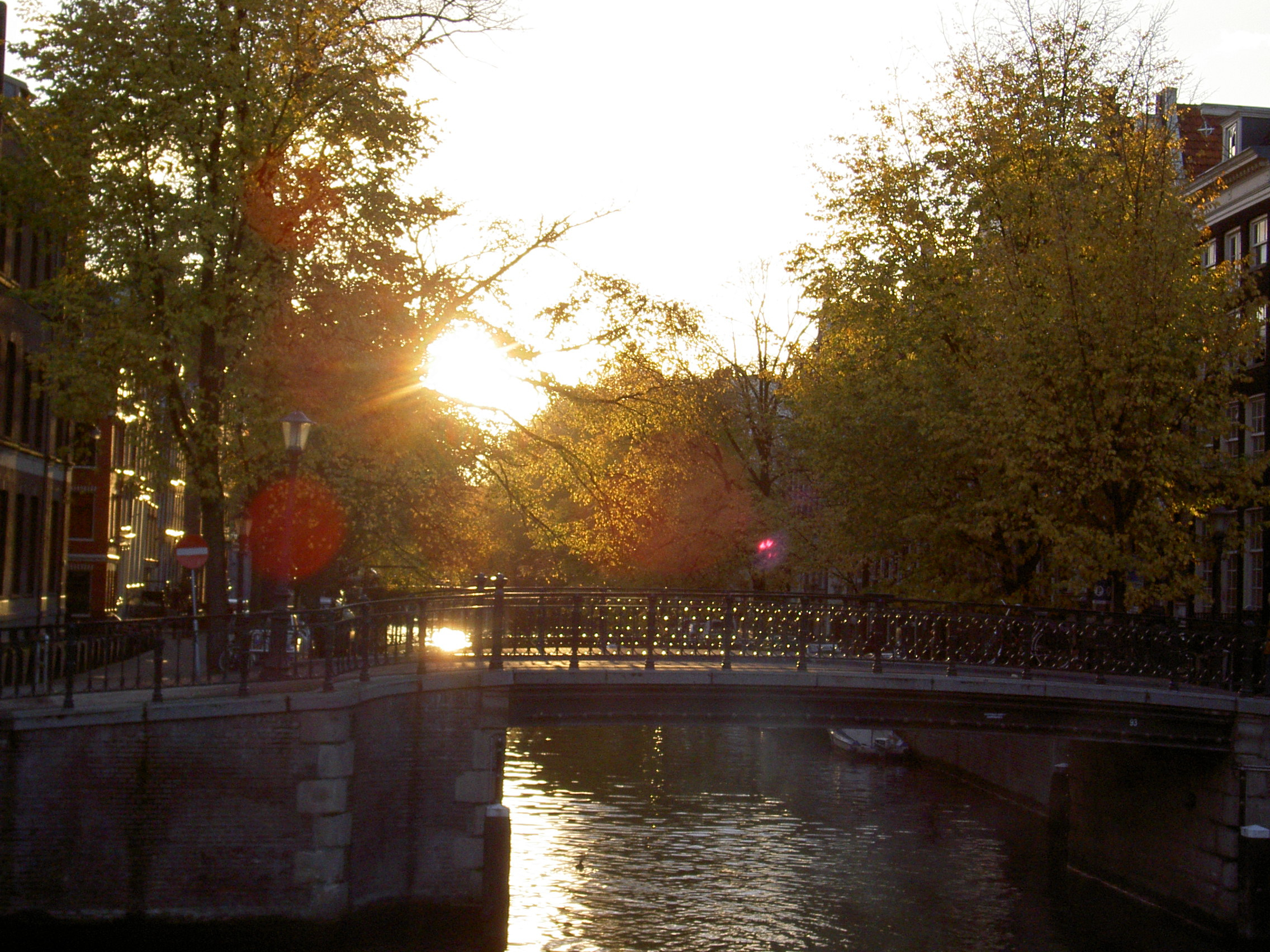
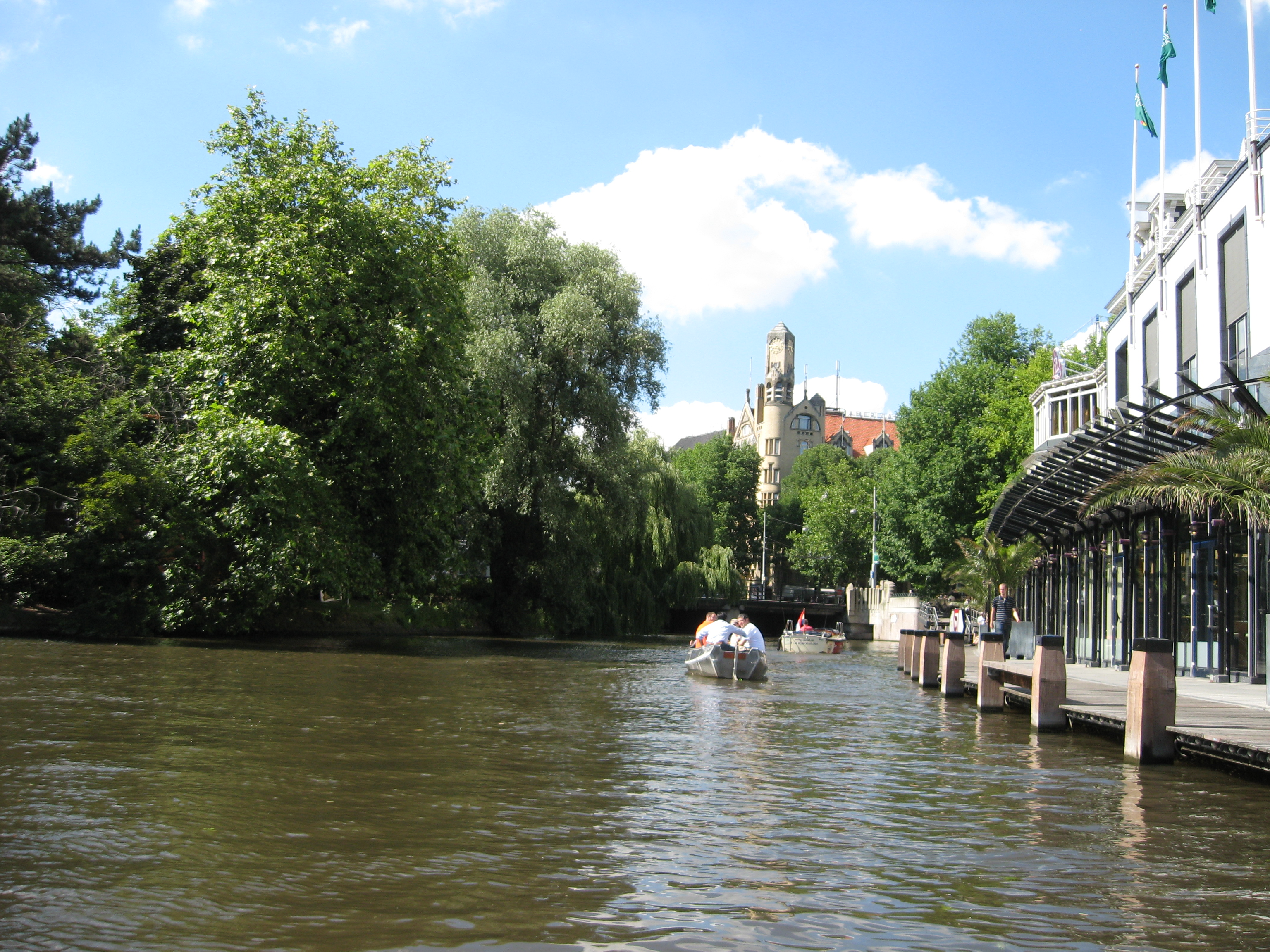
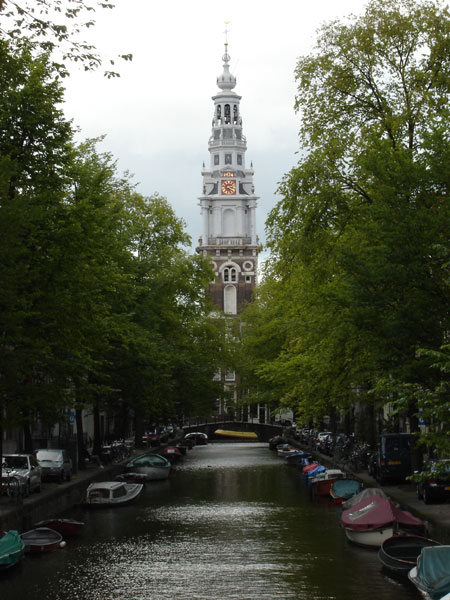
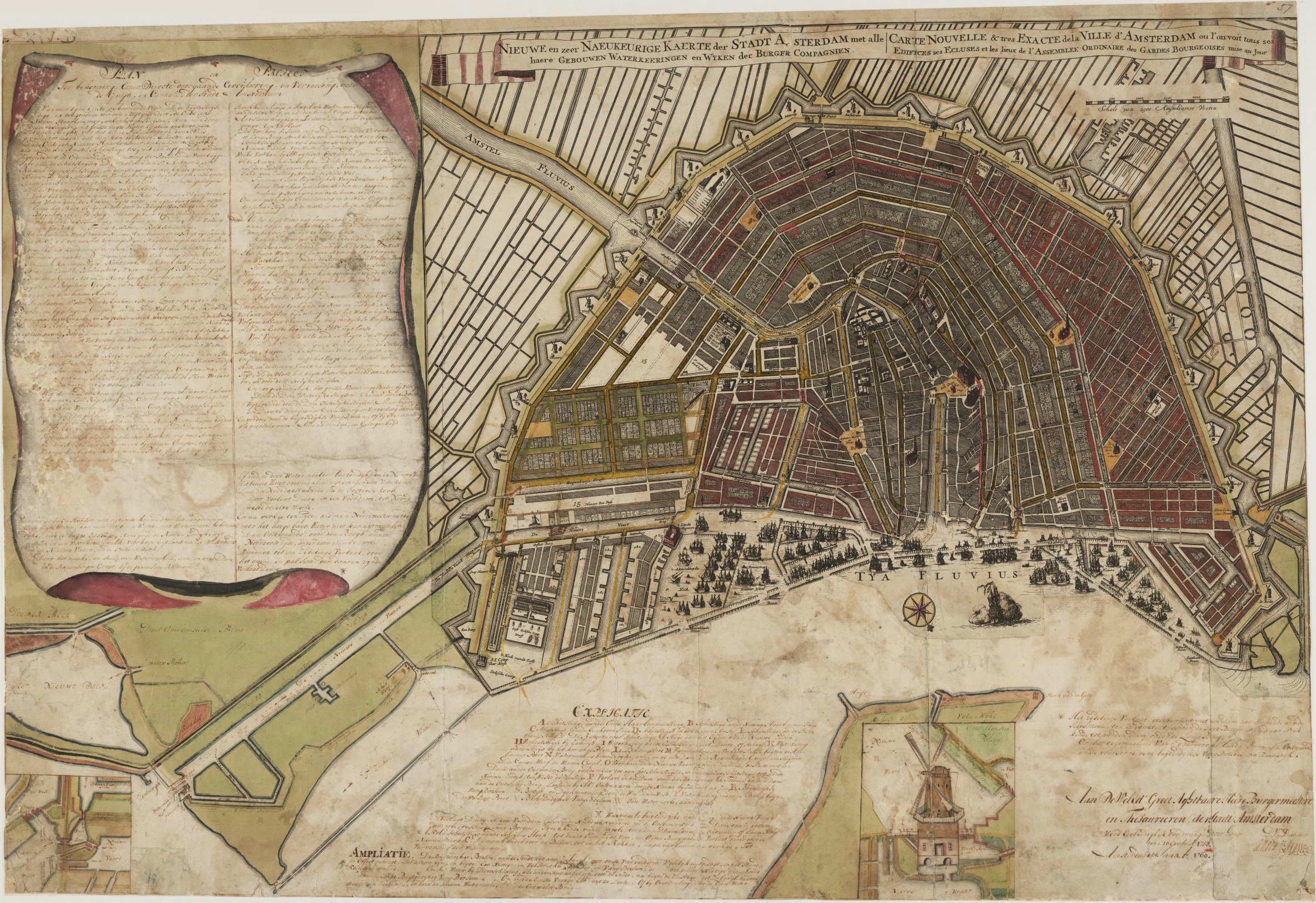